# Ray Goossens
Ray Goossens (Merksem, 26 oktober 1924 - Deurne, 10 december 1998) was een Vlaamse animator. Hij is vooral bekend als de bedenker van Musti en Plons de kikker.
Zijn eerste animatiestudio stichtte hij in 1940 te Antwerpen, Animated Cartoons. Hoewel de tekenfilms succes hadden moest de studio wegens geldgebrek na een paar jaar alweer sluiten. Na de oorlog was hij actief als illustrator en striptekenaar van onder meer de gagreeksen Tijl Uilenspiegel, Jeepke's Avonturen en Meneer Snor.
Vanaf 1959 werd hij zes jaar lang artistiek directeur van de Belvision-studio te Brussel. In 1965 verlaat hij Belvision om opnieuw autonoom te kunnen werken. Op het einde van de jaren 60 wordt hij echter weer artistiek directeur, deze keer bij de studio's van uitgeverij Dupuis: TVA. Bij de TVA-Dupuis-studio realiseert hij verscheidene films en televisieseries voor kinderen.
Goossens was ook betrokken bij veel tekenfilmverfilmingen van bekende stripreeksen, zoals Asterix, Kuifje, Bollie en Billie, Chlorophyl en Hoempa Pa.

## Voornaamste films
- 1939: Metamorphose
- 1940: Hoe Pimmeke ter wereld kwam
- 1941: Smidje Smee
- 1959: Het betoverde bos
- 1959-1962: Hergé's avonturen van Kuifje (de eerste poging tot tekenfilmversies van De avonturen van Kuifje. Niet te verwarren met de latere, beter geanimeerde versie uit 1992: De avonturen van Kuifje (tekenfilmserie))
- 1965: Pinocchio in de Ruimte, De haastige eend, Spaghetti op zijn Roemeens, Hoempapa
- 1967: Asterix de Galliër
- 1967-1968: Er was eens, In naam der wet,
- 1969-?: Musti
- 1969-1973: Mevrouw Muis en de taart, De raaf is ziek, De reis van Mijnheer Konijn, De straf van Picky, Tip en Tap, De droom van Fido, Wij houd van U, Mijnheer de Raaf, Musti, Bollie en Billie
- 1972-1973: De dokters
- 1975: Bollie en Billie
- 1984-1988: Plons de kikker
- 1984: Trompo